# Chris Stoll
Christopher Michael Stoll (Westerville, 3 agosto 1998) è un giocatore di football americano statunitense che milita nel ruolo di long snapper per i Seattle Seahawks della National Football League (NFL).

## Carriera

### Seattle Seahawks
Al college Stoll giocò a football a Penn State, dove nell'ultima stagione fu premiato con il Patrick Mannelly Award, assegnato al miglior long snapper della nazione. Dopo non essere stato scelto nel Draft NFL 2023 firmò con i Seattle Seahawks, riuscendo a entrare nei 53 uomini del roster per l'inizio della stagione regolare.